# Velká pardubická 2018
Velká pardubická 2018 byl 128. ročník tohoto překážkového závodu. Uskutečnil se v neděli 14. října 2018. Dotace byla 5 milionů korun. Zvítězil sedmiletý hnědák Tzigane Du Berlais s žokejem Janem Faltejskem v sedle v čase 9:05,56. Pro zkušeného žokeje šlo již o páté vítězství v tomto dostihu, kůň běžel Velkou pardubickou vůbec poprvé.
Druhý doběhl Hegnus s žokejem Markem Stromským se ztrátou tří délek. Hlavní favorit a obhájce titulu z předchozí sezony No Time To Lose s Josefem Váňou mladším obsadil až pátou příčku. Na Taxisu spadli čtyři jezdci, kůň Vicody po pádu zahynul.

## Výsledky
Do cíle doběhlo 13 z 20 koní, přihlášených do závodu:
1. Tzigane Du Berlais (ž. Faltejsek, tr. Tůma, stáj Dr. Charvát) - čas 9:05,56
2. Hegnus (ž. Stromský)
3. Stretton (ž. Garner)
4. Zarif (ž. Romano)
5. No Time To Lose (ž. Váňa ml.)
6. Ange Guardian (ž. Kousek)